# ليو خان (أستاذ جامعي)
ليو خان (بالألمانية: Leo Kahn)‏ هو رسام إسرائيلي وألماني، ولد في 15 أغسطس 1894 في بروخزال في ألمانيا، وتوفي في 27 سبتمبر 1983 في رمات غان في إسرائيل.